# 吳站
吳站（日语：／ Kure eki */?）是位於廣島縣吳市宝町，屬於西日本旅客鐵道（JR西日本）吳線的鐵路車站。此站為吳市的中心車站，吳市的市公所、警察署與郵局等機關皆位於車站週邊。吳市海事歷史科學館與海上自衛隊吳史料館兩座主要的博物館亦位於附近。因大日本帝國海軍過去在當地設置吴镇守府及吳海軍工廠，故站内曾設有廣大的貨物站場與貨運專用路線。1946年盟軍及英軍佔領期間，專用列車「Allied Limited」、「Dixie Limited」與「BCOF train」曾在本站停靠。

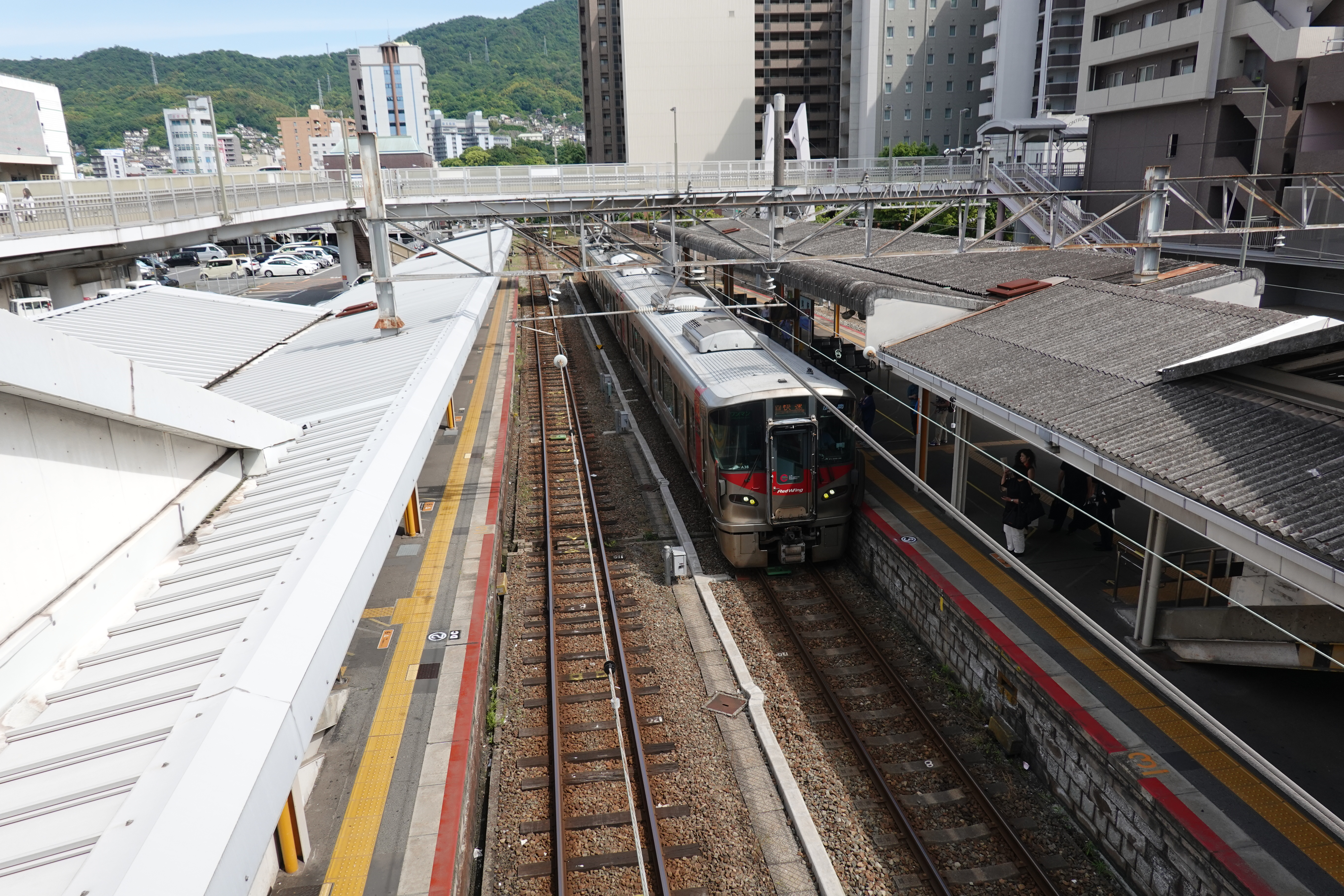
月台全景(2024年5月)

## 歷史
- 1903年（明治36年）12月27日 - 官設鐵道海田市站 - 吳站間開業。
- 1922年（大正11年）4月9日 - 第二代站舍開工。
- 1923年（大正12年）8月13日 - 第三代站舍竣工，開始使用。
- 1935年（昭和10年）
  - 3月24日 - 吳線延伸至廣站。
  - 11月24日 - 吳線（三原站 - 海田市站間）全綫通車，伴隨著月台延長，本綫設置了跨綫橋。
- 1945年（昭和20年）
  - 7月2日 - 吳市發生空襲，站舍燒毀。
  - 12月 - 第三代站舍開工。
- 1946年（昭和21年）4月30日 - 第三代站舍竣工。
- 1965年（昭和40年）9月24日 - 綠窗口開始營業。
- 1981年（昭和56年）7月7日 - 第四代站舍（跨站式站房）啟用。
- 1986年（昭和61年）11月1日 - 貨運服務終止。
- 1987年（昭和62年）4月1日 - 國鐵分割民營化，移交給西日本旅客鐵道（JR西日本）。
- 1996年（平成8年）3月16日 - 本站至廣島站直達的快速列車（現在的「安藝路Liner」）開通，本站為停車站。
- 2005年（平成17年）10月1日 - 臨時快速瀨戶內海景（日语：瀬戸内マリンビュー）開通，本站為停車站。
- 2007年（平成19年） 9月1日 - IC卡「ICOCA」啓用。
- 2010年（平成22年）
  - 7月14日 - 由於暴雨，吳線數處發生塌方、三原站 - 本站間路綫中斷[1]。
  - 7月16日 - 廣站 - 本站間恢復運行。
- 2018年（平成30年）
  - 7月6日 - 由於2018年7月西日本豪雨，暫停營業。
  - 8月20日 - 廣站 - 此站間部分列車恢復運行。
  - 9月9日 - 廣站 - 坂站間恢復運行。

## 車站構造

### 月台配置
| 月台 | 路線 | 方向 | 目的地           |
| ---- | ---- | ---- | ---------------- |
| 1    | 吳線 | 上行 | 竹原、三原方向   |
| 2、3 | 吳線 | 下行 | 海田市、廣島方向 |

## 相鄰車站
西日本旅客鐵道
 吳線
■快速「通勤Liner」（早晨僅限下行列車）
安藝阿賀 → 吳 → 矢野
■快速「安藝路Liner」
安藝阿賀－吳－吉浦
■普通
安藝阿賀－吳－川原石

## 外部鏈接
- JR西日本（吳駅）（页面存档备份，存于）